# Albert Coons
Albert Hewett Coons (28 de junio de 1912 – 30 de septiembre de 1978) fue un médico, patólogo e inmunólogo estadounidense. Fue la primera persona en conceptualizar y desarrollar técnicas inmunofluorescentes para marcar anticuerpos a principios de la década de 1940.

## Primeros años
Coons nació en Gloversville, Nueva York, el 28 de junio de 1912, hijo de Albert Selmser y Marion (née Hewett) Coons. Su padre era presidente de una empresa de fabricación de guantes y su abuelo, Eugene Coons, era médico. Estudió en las escuelas públicas de Gloversville, se licenció en el Williams College (Williamstown, Massachusetts) en 1933 y se doctoró en la Facultad de Medicina de Harvard en 1937. Posteriormente, Albert realizó la residencia en medicina interna en el Hospital General de Massachusetts, en Boston (Massachusetts). Durante los últimos años de su residencia, Coons se incorporó al Thorndike Memorial Laboratory y obtuvo un puesto de becario en bacteriología e inmunología. En ese puesto, estuvo bajo la influencia profesional de Hans Zinsser, un inmunólogo y microbiólogo pionero y dinámico.
Coons hizo un viaje de vacaciones a Berlín (Alemania) en 1939, donde tuvo una epifanía científica. Tras discutir con sus colegas la naturaleza inmunológica del "nódulo de Aschoff" (una acumulación endomiocárdica intracardíaca de miocitos y células inflamatorias) en la fiebre reumática, Albert reflexionó sobre la naturaleza de los antígenos y anticuerpos implicados en su formación. Más tarde escribió: " Me llamó la atención que esta teoría [de la hipersensibilidad inmunológica como etiología del nódulo de Aschoff] nunca se había probado y, de hecho, no podría probarse sin la demostración de anticuerpos o antígenos, preferiblemente ambos, en las lesiones locales. Consideré que podría ser más fácil encontrar el antígeno que el anticuerpo... La idea de marcar una molécula de anticuerpo con una etiqueta visible era perfectamente obvia en un contexto así."  Cuando Coons compartió estas ideas con colegas científicos alemanes, éstos se mostraron muy escépticos ante la posibilidad de llevar a cabo semejante tarea. El conocimiento de la estructura de los anticuerpos era rudimentario, no existía un método para unir una molécula fluorescente a los anticuerpos e incluso la propia síntesis de tales etiquetas químicas estaba en su infancia científica. A pesar de todo, Albert regresó a Boston para emprender el proyecto.

## Carrera en la Escuela de Medicina de Harvard
De vuelta a Boston, Coons continuó su trabajo sobre inmunohistoquímica, en colaboración con Louis Fieser -un químico orgánico- y sus colegas. Antes de la guerra, habían conseguido acoplar isocianato de antraceno -un fluoróforo- a anticuerpos antineumocócicos. El producto resultante conservaba su función inmunológica y era capaz de aglutinar bacterias neumocócicas. Además, los organismos eran brillantemente fluorescentes y podían verse fácilmente con un microscopio dotado de una fuente de luz ultravioleta excitativa. Este paradigma básico de laboratorio se aplicó posteriormente a muchos antígenos y anticuerpos, lanzando las disciplinas clínicas de la microscopía de diagnóstico por inmunofluorescencia para bacteriología e inmunología, inmunocitología e inmunohistoquímica en patología anatómica. Estos métodos se utilizan hoy en día en todo el mundo en medicina clínica y biología celular. 
Muchos científicos pasaron un tiempo como becarios en el laboratorio de Coons en Harvard. Ellos, a su vez, desarrollaron la técnica de la inmunohistología, aplicada a la microscopía electrónica y a la microscopía óptica. Coons fue ascendiendo en la Facultad de Medicina de Harvard y en 1953 fue nombrado Investigador de Carrera de la Asociación Americana del Corazón. Realizó trabajos adicionales sobre la producción de anticuerpos in vitro e in vivo y la condición de "tolerancia" inmunológica. En reconocimiento a sus logros, Coons recibió el prestigioso Premio Albert Lasker de Investigación Básica en 1959. Coons fue admitido como miembro de la Academia Nacional de Ciencias en 1962. En 1970 se le concedió una cátedra de la Universidad de Harvard en el Departamento de Bacteriología e Inmunología y, más tarde, en el Departamento de Patología. Fue presidente de la Asociación Americana de Inmunólogos (1960-1961) y consejero y presidente de la Sociedad de Histoquímica, y recibió otros premios y títulos académicos honoríficos internacionales. Entre ellos, el Premio Paul Ehrlich en 1961, el Premio Passano en 1962, el Premio Anual de la Fundación Gairdner en 1963, el Premio Emil von Behringer en 1966 y los títulos de Doctor honoris causa del Williams College, la Universidad de Yale y la Universidad de Emory. A pesar de estos reconocimientos, Coons siguió siendo una persona modesta, afable y tranquila, dedicada a su trabajo, su familia, sus amigos y sus alumnos.

## Vida personal
Coons murió de enfermedad arterial coronaria e insuficiencia cardíaca congestiva en septiembre de 1978 en Brookline, Massachusetts. Está enterrado en Cambridge, Massachusetts. A Coons le sobrevivió su esposa, Phyllis (de soltera Watts) [1917-2002], escritora del periódico Boston Globe; su hijo, Albert H., Jr. (1957–2003), un abogado de Boston; y cuatro hijas: Elizabeth, editora médica; Susan, educadora; Hilary, psicóloga clínica; y Wendy, una trabajadora social.